# По (град)
Вижте пояснителната страница за други значения на По.
По (на френски: Pau) е град и община в Южна Франция.

## География
По е главен административен център на департамент Пирене Атлантик, регион Аквитания. Столица е на областта Беарн. През 16 век е бил столица на кралете на Навара. Градът наброява 83 903 жители (2006), а в границите на цялата община живеят 216 830 жители (1999).

## Икономика
По е третият по големина икономически и университетски център в югозападната част на страната след Бордо и Тулуза. Градът е разположен в подножието на Пиренеите и на стотина км от Атлантическото крайбрежие.

## Климат
Близостта до Пиренеите определя мекия климат в района. Минималните температури през зимата са около 0 °C като рядко падат под -5 °C. Снегът и вятърът са рядко явление. През лятото температурите се движат около 20 °C – 30 °C. Количеството валежи е значително – около 1100 mm годишно. Често явление са и мъглите, които обикновено се вдигат до обяд.
Този благоприятен климат е причина в края на 19 в. градът да се превърне в предпочитана вилна зона за англичани, руснаци и бразилци. По това време тук са построени първите голф-игрища в континенталната част на Европа, практикуват се спортове като лов на лисици и езда, а разкошната кралска резиденция и луксозните хотели като Гасион (Gassion) и Франс (Le France) организират концерти и приеми на фона на величествената панорама към планината. В По се провеждат първите полети с балон (1844), както и първите полети със самолет от 1909, когато тук е открита първата авиационна школа в света. Военното авиационно училище на По обучава френските летци от Първата световна война.
Понастоящем По е едно от предпочитаните места за отдих и на голям брой испанци и португалци (поради близостта на границата). Градът се намира само на 45 мин път от ски-пистите на Пиренеите и на 1 ч от крайбрежието, което е предпоставка за практикуване на различни водни спортове (сърф, гмуркане, ветроходство).

## Спорт
По е известен и като голям спортен център. Той е етап от Тур дьо Франс, провеждан всяка година, а така също и от шампионатите на Франция по кану каяк. Ежегодно се провежда и автомобилно рали.

## Известни личности
Родени в По
- Жана III Наварска (1528 – 1572), кралица на Навара
- Анри IV (1553 – 1610), крал на Франция и Навара
- Портос (1617), мускетар

Починали в По
- Жан-Жак Ампер (1800 – 1867), филолог

## Побратимени градове
- Суонзи, Уелс.